# Hellorangegrüner Heufalter
Der Hellorangegrüne Heufalter (Colias chrysotheme), auch Orangegrüner Gelbling, ist ein Schmetterling aus der Familie der Weißlinge (Pieridae) in der Unterfamilie der Gelblinge. Das Artepitheton leitet sich von Chrysothemis, einer Nymphe aus der griechischen Mythologie ab.

## Merkmale

### Imago
Der Hellorangegrüner Heufalter ist die kleinste der drei in Mitteleuropa vorkommenden orangefarbigen Gelblings-Arten und hat eine Flügelspannweite von 36 bis 44 Millimetern, wobei die Falter der zweiten Generation oft etwas größer als die der ersten Generation sind.
Die Flügeloberseite der Männchen ist orangegelb gefärbt und hat ein dunkles äußeres Saumband, das auf den Hinterflügeln schmaler ist. Der Orange-Farbton ist etwas schwächer als beim Postillon (Colias croceus) und wesentlich schwächer als beim Orangeroten Heufalter (Colias myrmidone) ausgebildet.
Die gelben Adern im dunklen äußeren Saumband sind bei chrysotheme sowohl auf den Vorder- als auch auf den Hinterflügeln erkennbar, während diese bei croceus meist nur auf den Vorderflügelspitzen vorhanden sind und bei myrmidone ganz fehlen.
Bei beiden Geschlechtern befindet sich in der Zelle der Vorderflügeloberseite ein schwarzbrauner Fleck, auf der Hinterflügeloberseite ein roter Fleck.
Die Weibchen sind erkennbar an einem grünlichen Vorderrand der Vorderflügeloberseite und gelben Flecke in der Submarginalbinde. Weißliche Formen sind äußerst selten.
Der Falter variiert je nach Vorkommen stark in der Ausfärbung und wird folgendermaßen unterschieden:

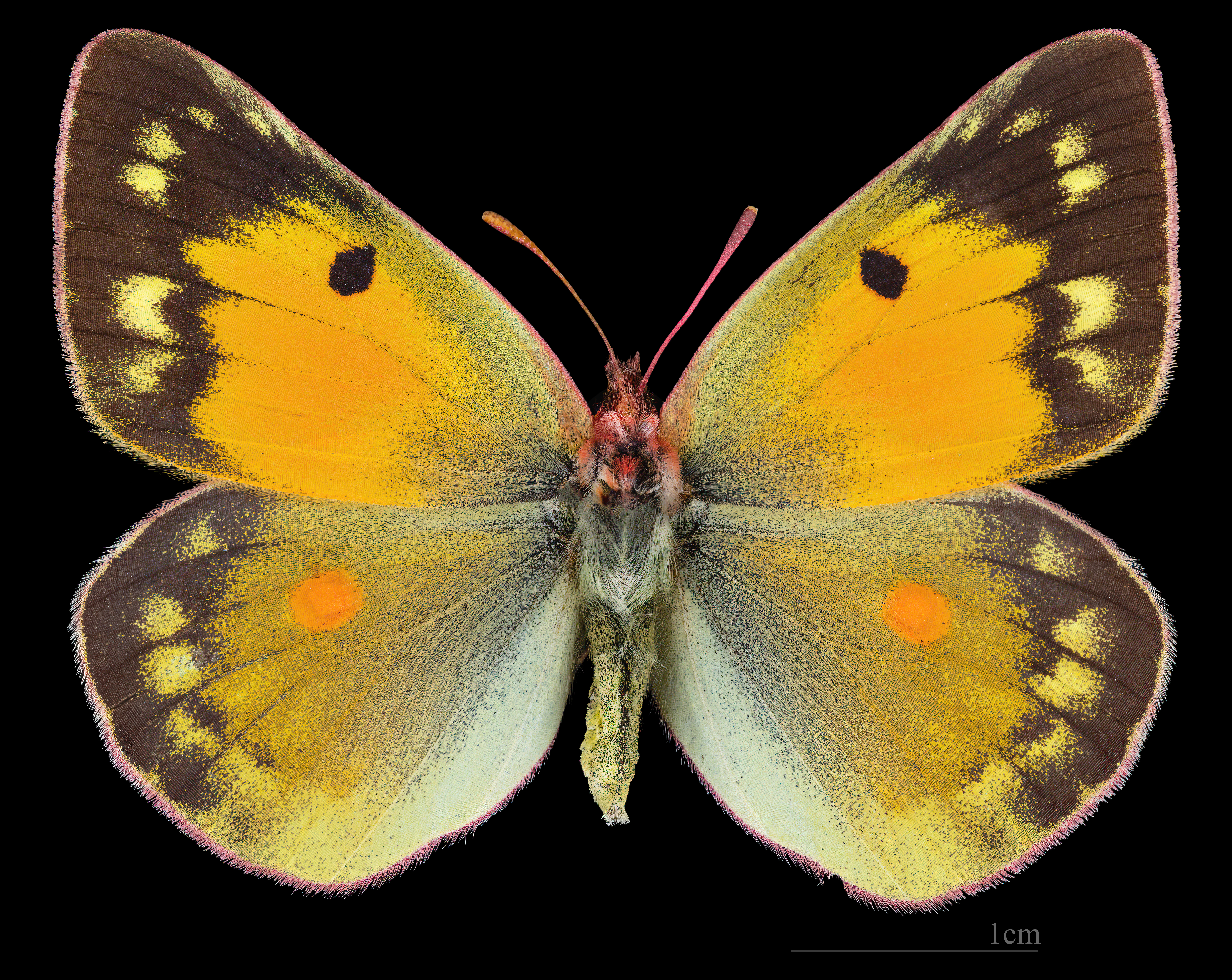
Colias chrysotheme ♀
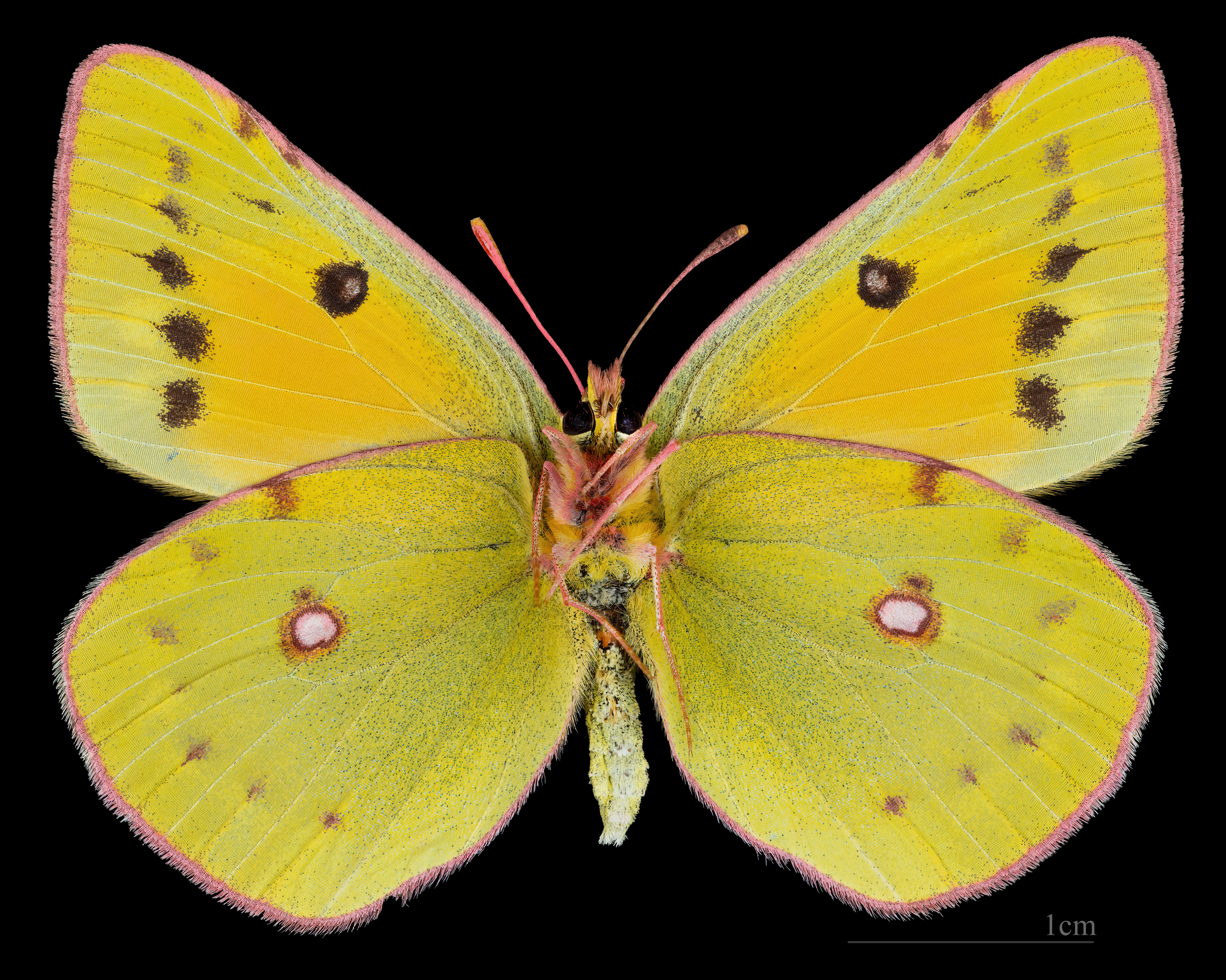
Colias chrysotheme ♀ △

- ssp. chrysotheme: Im Frühjahr mehr grünlich-gelb, im Sommer eher orange-gelb (Form u. a. vom Neusiedler See bis Süd-Russland).
- ssp. audre: Kleiner und spitzflügeliger, von blass gelb-oranger Grundfarbe und breiter Randbinde bei den Männchen und stark ausgeprägten gelben Flecken in der Submarginalbinde. (Form u. a. östlich des Baikalsees in Sibirien und der Mongolei).
- ssp. elena: Größere, meist dunkler orange Form bei den Männchen und geringer ausgedehnte Flecke in der Submarginalbinde bei den Weibchen. (Gebirgs-Form u. a. im Altai, Sajan- und Tuwa-Gebirge sowie höheren Lagen der Mongolei).

### Ei
Das Ei ist zylindrisch, mit konischer Spitze, zuerst weißlich, vor dem Schlüpfen gelblich.

### Raupe
Die erwachsene Raupe ist grün und besitzt einen weißen, rot unterbrochenen Seitenstreifen, kann in der Farbe aber auch variieren.

### Puppe
Die Puppe ist grüngelb mit dunklen Punkten.

## Ähnliche Arten
- Orangeroter Heufalter (Colias myrmidone)
- Postillon (Colias croceus)
- Colias erate (Nur in der orange gefärbten Form des Männchens)

## Vorkommen
Der Hellorangegrüne Heufalter kommt im östlichen Mitteleuropa in Niederösterreich (es gab ganz vereinzelt auch Nachweise im östlichen Oberösterreich, etwa in Mauthausen), im Burgenland (Neusiedlersee-Gebiet), in Ungarn und Böhmen vor, an den meist begrenzten Flugstellen oft nicht selten und bevorzugt Steppenlandschaften, karge Wiesen und Hügel.
Weiterhin kommt die Art u. a. in Rumänien, der Ukraine, Süd-Russland, Kasachstan, Süd-Sibirien, der Mongolei und Teilen Chinas vor.

## Lebensweise
Die Raupe des Hellorangegrünen Heufalters lebt an Tragant-Arten, wie dem Österreich-Tragant (Astragalus austriacus), sowie an Wicken- und Kronwicken-Pflanzen. Die Falter fliegen bevorzugt im Sonnenschein über Steppengebieten und ernähren sich vom Nektar verschiedener Wiesenblumen. Aufgrund zunehmender Düngung von kargen Wiesen wird der Lebensraum der Art immer mehr eingeschränkt.

### Flug- und Raupenzeiten
Der Falter fliegt im April/Mai und von August bis September in zwei bis drei Generationen. Die Raupen der letzten Generation überwintern nach der zweiten Häutung.